# Сонеты к Орфею
«Сонеты к Орфею» (нем. Sonette an Orpheus) — сборник стихов Райнера Марии Рильке, опубликованный в 1923 году.

## Содержание
Рильке включил в книгу 55 сонетов, написанных в феврале 1922 года — сразу по окончании работы над «Дуинскими элегиями». Эти стиховорения разделены на две части, причём последовательность внутри книги не всегда совпадает с последовательностью по времени написания. В центре цикла, по словам русского литературоведа А. Белобратова, «фигура мифического певца, наделённого магической силой, наполняющего мир своим пением, соединяющего божественное и творческое, растворяющегося во „внутреннем пространстве мира“».

## Значение
«Сонеты к Орфею» стали последней книгой Рильке. Они считаются одной из двух наиболее значительных книг поэта (наряду с «Дуинскими элегиями»).

## Издания на русском языке
Сборник имел несколько изданий на русском языке в разных переводах:
- Список русскоязычных изданий «Сонетов к Орфею» (за 1965—2020 годы) в каталоге Российской национальной библиотеки